# Nawa
Nawa is een plaats in het Syrische gouvernement Daraa en telt 59.170 inwoners (2007).
De plaats ligt op een hoogte van 568 meter en ligt dicht bij de grens met Israël. In de klassieke oudheid lag de stad Neve in de Romeinse provincie Arabia Petraea hier.